# Dalmålare

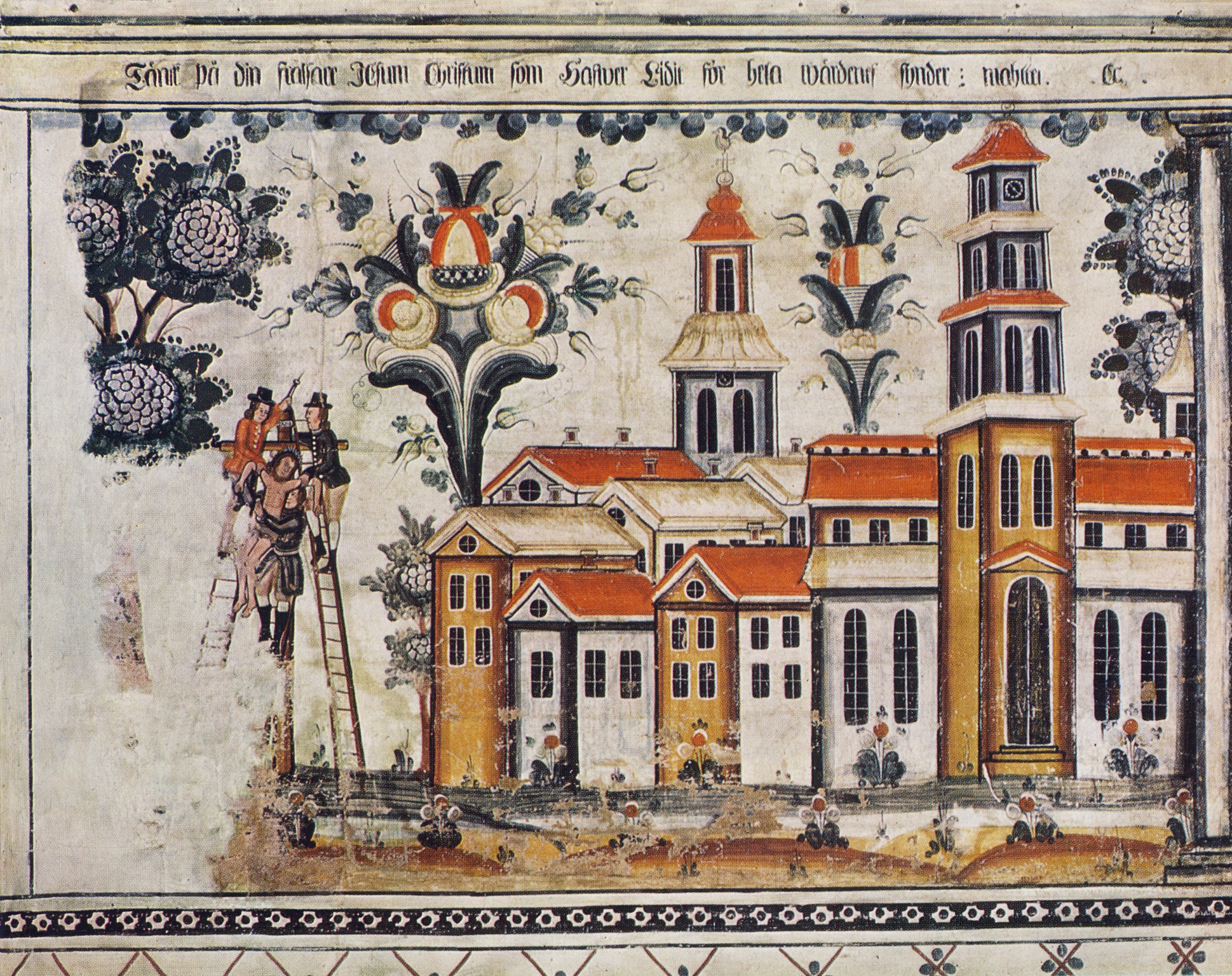
Kristi nedtagande från korset kurbitsmåleri av Winter Carl Hansson i Danielsgården, 1801.

Dalmålare kallas de målare som under 1700- och 1800-talet verkade i Dalarna och som främst utförde dekorativa allmogemålningar. Deras verk, kallade dalmålningar, har ofta motiv från bibliska berättelser och allmogens vardagsliv, och kännetecknas av starka färger samt ett naivt och uttrycksfullt bildspråk. Ett vanligt inslag är de så kallade kurbitsdekorationerna.
Dalmåleriet fick sin största spridning under senare halvan 1700-talet och in på 1800-talet. Traditionen hade nära koppling till allmogens konsthantverk och utvecklades parallellt med en folklig dekorationskultur, allmogestil, i hem och kyrkor. Skalden Erik Axel Karlfeldt gjorde dalmålarna mer populära genom verken Dalmålningar på rim (1901) samt Hösthorn (1927).
Idag känner man till omkring 150 dalmålare, framför allt från Rättvik och Leksand. Eftersom även familjemedlemmar ofta deltog i arbetet har det verkliga antalet personer som ägnade sig åt måleriet varit betydligt större. Av deras produktion finns cirka 3 500 verk bevarade, fördelade mellan museer, hembygdsgårdar och privata samlingar. De största samlingarna finns på Nordiska museet, Dalarnas museum och i Leksands kulturhus.
| Namn                                                 | Bosatt                              | Signatur                    | Levnadsår     |
| ---------------------------------------------------- | ----------------------------------- | --------------------------- | ------------- |
| Rättviks socken                                      |                                     |                             |               |
| Målar Erik Eliasson                                  | Utanåker                            | Erik Eliasson Eric Åkerblom | 1754–1811     |
| Elias Eliasson                                       | Utanåker                            | Elias                       |               |
| Målar Elias Ersson "Knåp Elias"                      | Utanåker                            |                             |               |
| Björ Anders Hansson                                  | Övre Gärdsjö                        | Drängen AHS                 | 1775–1837     |
| Ifwares Daniel Andersson                             | Rovgärdet                           | DAS                         | 1799–1870     |
| Ifwares Anders Danielsson                            | Rovgärdet                           | ADS                         | 1775–1835     |
| Olhans Olof Jonsson                                  | Altsarbyn                           | OJS                         | 1790–1878     |
| Storgärds Hans Ersson                                | Nittsjö                             |                             |               |
| Mats Olof Andersson                                  | Nittsjö / Västanå (Boda socken)     | OAS                         | 1798–1870     |
| Lisserkers Olof Olsson                               | Lisselskog                          |                             | 1803–1874     |
| Karas Lars Larsson                                   | Sjurberg, Nittsjö                   | LLS                         |               |
| Karas Anders Larsson                                 | Sjurberg, Nittsjö                   | ALS                         |               |
| Boda socken                                          |                                     |                             |               |
| Erkers Anders Hansson                                | Gulleråsen                          |                             |               |
| Torrångs Olof Samuelsson                             | Solberga                            |                             | 1794–1864     |
| Mats Anders Olsson                                   | Västanå                             | AOS                         |               |
| Leksand socken                                       |                                     |                             |               |
| Winter Carl Hansson                                  | Yttermo by                          | KHS                         | 1777–1805     |
| Jufwas Anders Ersson                                 | Hälla, Ullvi                        |                             | 1757–1834     |
| Back Olof Andersson                                  | Ullvi                               | OAS                         | 1767–1820     |
| Back Anders Andersson                                | Ullvi                               |                             |               |
| Back Erik Andersson                                  | Ullvi                               | EAS                         | 1778–1847     |
| Snarf Anders Andersson                               | Ullvi                               | AAS                         | 1795–1850     |
| Djäken Anders Andersson den äldre                    | Ullvi                               | (AAS)                       | 1758–1831     |
| Djäken Anders Andersson den yngre                    | Ullvi                               | (AAS)                       | 1789–1824     |
| Kers Erik Jönsson                                    | Lima by                             | EJS                         | 1812–1852     |
| Larshans Per Persson                                 | Björkberg                           | L. H. Petrus Petrifilius    | 1820–1879     |
| Larshans Per Olsson                                  | Björkberg                           | Petri Olof Fillius          | 1786–1863     |
| Hjelt Per Persson                                    | Lima by                             | PPS                         |               |
| Sömskar Lars Larsson                                 | Tibble                              |                             |               |
| Skiött Per Persson                                   | Tällberg                            |                             |               |
| Bjursås socken                                       |                                     |                             |               |
| Erik Danielsson                                      | Limbo                               | EDS                         | 1776–1838     |
| Mats Persson Stadig                                  | Björsberg, Andersbo                 | M. P. S.                    | 1786–1862     |
| Lima socken                                          |                                     |                             |               |
| Hållars Mattias Hansson                              | Hjulslätt                           |                             | 1778–1871     |
| Hållars Lars Olsson                                  | Hjulslätt                           | LOS                         | 1785–1830-tal |
| Mill Olof Olsson d.ä.                                | Västra Ärnäs                        |                             | 1790–1849     |
| Mill Olof Olsson d.y.                                | Västra Ärnäs                        |                             | 1817–1905     |
| Olof Persson Glad                                    | Hammarsbyn                          |                             | 1758–1835     |
| Hak Erik Olsson                                      | Hammarsbyn                          |                             | 1787–1862     |
| Hak Mats Olsson                                      | Hammarsbyn                          |                             | 1791–1887     |
| Olof Persson                                         | Skålmo                              |                             | 1783–1868     |
| Olof Olsson Hammerdal                                | Skålmo                              | Olov Olsson                 | 1821–1914     |
| Johan Olsson                                         | Skålmo                              |                             | 1825–1871     |
| Socknarna Mora, Svärdsjö, Garpenberg, By, Stora Tuna |                                     |                             |               |
| Skinnar Johan Ersson                                 | Marnäs                              | IES                         |               |
| Stikå Erik Hansson                                   | Risa                                |                             |               |
| Hans Ersson Enman                                    | Enviken, Boda och Svärdsjö          |                             | 1727–1773     |
| Lars Wikström/Ryttare                                | By                                  | 11.17, L.R., L.W.S.         | 1800–1865     |
| Olof Larsson Wikström                                | Garpenberg                          | O.W.S                       | 1803–1864     |
| Mats Olsson Dahlström                                | Hytting, Stora Tuna (född i Malung) |                             | 1763–1809     |